# Narcissus romieuxii
Narcissus romieuxii es una especie de planta bulbosa perteneciente a la familia de las amarilidáceas. Es originaria del Norte de África.

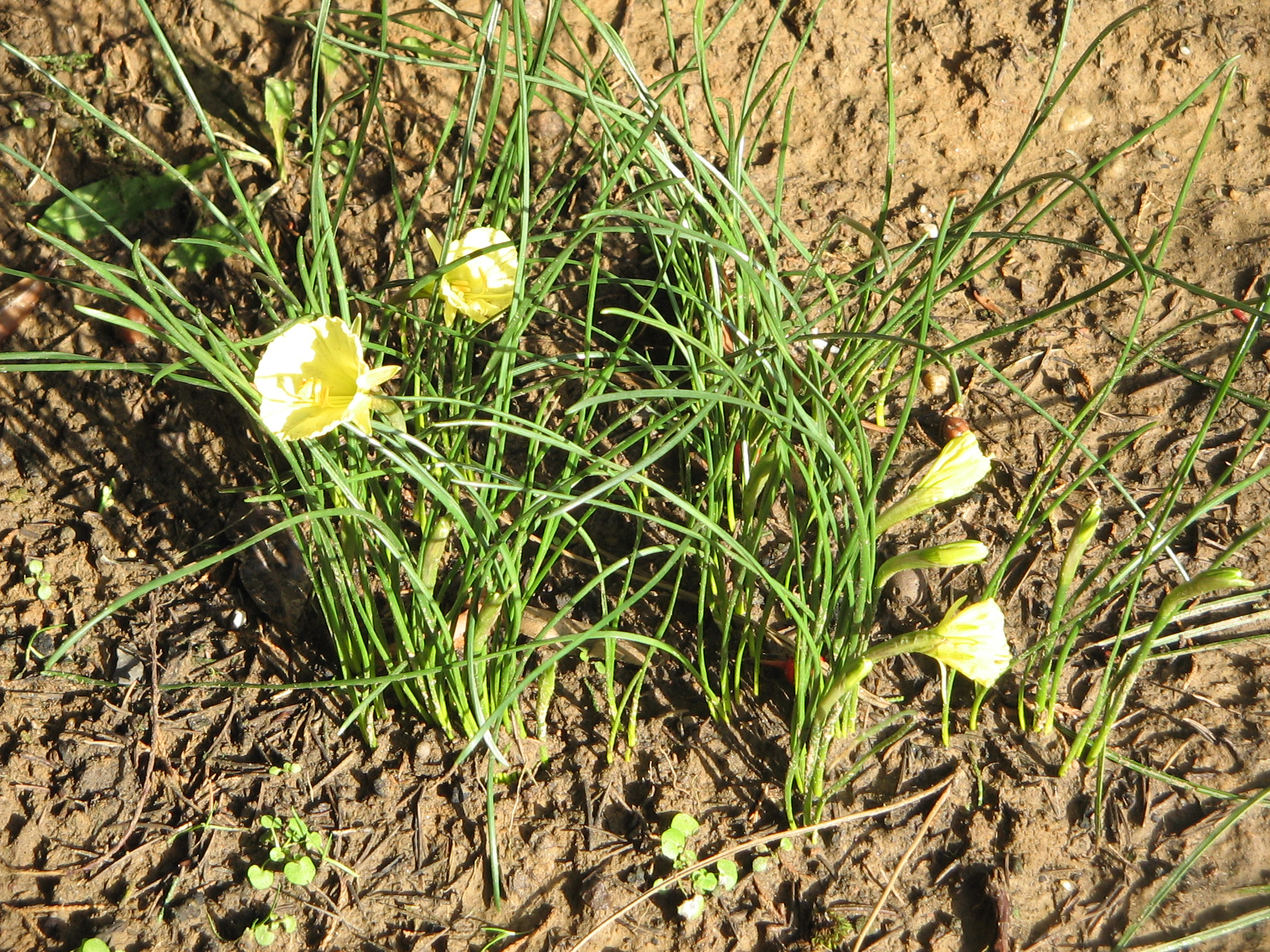
Vista de la planta

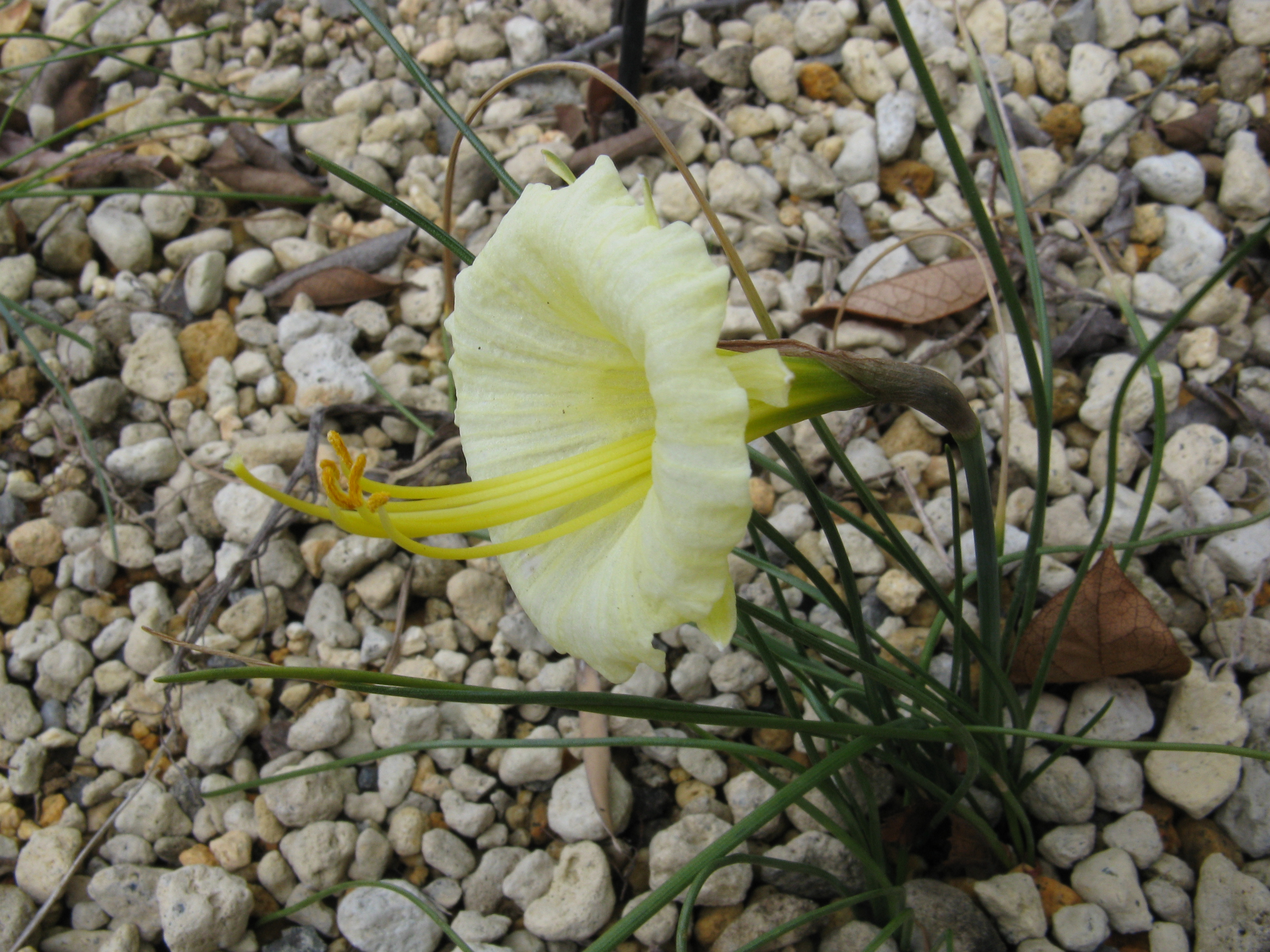
Detalle de la flor

## Descripción
Se trata de una distintiva especie de  Narciso con el follaje de color verde de oscuro. Las flores tienen estrechos segmentos de perianto. Florece a mediados o finales de invierno, con flores en varios tonos de blanco y amarillo. Esta especie de narciso se originó en la cordillera del Atlas de Marruecos. 

## Taxonomía
Narcissus romieuxii fue descrita por Braun-Blanq. & Maire y publicado en Bulletin de la Société d'Histoire Naturelle de l'Afrique du Nord 13: 192, en el año 1922.
Etimología
Narcissus nombre genérico que hace referencia  del joven narcisista de la mitología griega Νάρκισσος (Narkissos) hijo del dios río Cephissus y de la ninfa Leiriope; que se distinguía por su belleza. 
El nombre deriva de la palabra griega: ναρκὰο, narkào (= narcótico) y se refiere al olor penetrante y embriagante de las flores de algunas especies (algunos sostienen que la palabra deriva de la palabra persa نرگس y que se pronuncia Nargis, que indica que esta planta es embriagadora). 
romieuxii: epíteto
Variedades aceptadas
- Narcissus romieuxii subsp. albidus (Emb. & Maire) A.Fern.
- Narcissus romieuxii subsp. jacquemoudii (Fern.Casas) Zonn.
- Narcissus romieuxii subsp. romieuxii

Sinonimia
- Narcissus bulbocodium subsp. romieuxii (Braun-Blanq. & Maire) Emb. & Maire (1929)
- Narcissus romieuxii subsp. romieuxii
- Narcissus bulbocodium var. mesatlanticus Emb. & Maire (1929)
- Narcissus romieuxii var. rifanus (Emb. & Maire) A.Fern.
- Narcissus bulbocodium var. rifanus Emb. & Maire (1929)
- Narcissus bulbocodium var. candicans (Haw.) Pau[4]